# Thulo Sirubari
Thulo Sirubari – gaun wikas samiti w środkowej części Nepalu  w strefie Bagmati w dystrykcie Sindhupalchowk. Według nepalskiego spisu powszechnego z 2001 roku liczył on 1205 gospodarstw domowych i 6770 mieszkańców (3487 kobiet i 3283 mężczyzn).